# Monarchia Lusytana
Monarchia Lusytana (en latín: Monarquía Lusitana, también llamada Monarchia Lusitana, o Monarquia Lusitana en portugués) es el nombre de un conjunto de ocho obras, iniciado en 1597 por el cronista Fray Bernardo de Brito, quien escribió las dos primeras partes. Posteriormente fue continuado por otros cronistas: Antonio Brandao escribió las partes tercera y cuarta, y Francisco Brandao escribió la quinta y la sexta, ambas sobre Dionisio I. A Rafael de Jesús se le asocia con la séptima parte sobre Alfonso IV, y Fray Manuel dos Santos con una octava parte, desde el reinado de Fernando I hasta Juan I. Todos estos autores fueron los principales cronistas del Reino, y por lo tanto Monarchia Lusytana reflejó la historia oficial portuguesa durante más de un siglo, desde Felipe I de Portugal y II de España hasta el reinado del rey Juan V.
La Primera Parte de la Monarquía Lusitana salió por segunda vez en Lisboa en 1690, y mucho después, en 1806, en la Colección de los principales historiadores portugueses, publicada por orden de la Academia Real de las Ciencias de Lisboa, en cuatro Tomos. La Segunda Parte de la Monarquía Lusitana salió por segunda vez em 1690, y por tercera vez en 1808-9, en la citada Colección de los principales historiadores portugueses, publicada por orden de la Academia Real de las Ciencias de Lisboa, en dos Tomos, que no llegaron a completarse.

## Estructura
La Monarchia Lusytana es más conocida por el trabajo de Bernardo de Brito, dada la escasez de otras fuentes históricas sobre períodos anteriores a D. Afonso Henriques. Posteriormente a Bernardo de Brito, su obra fue continuada por otros cronistas mayores: António Brandao, Francisco Brandao, Rafael de Jesús y Manuel dos Santos, todos ligados al Monasterio de Alcobasa (salvo Rafael de Jesús).
- Primera Parte (Bernardo de Brito, 1597) - "Parte primera que contiene las historias de Portugal desde la creación del mundo hasta el nacimiento de Nuestro Señor Jesús Cristo"
- Segunda Parte (Bernardo de Brito, 1609) - "en la que se continúan las Historias de Portugal desde o nacimiento de Nuestro Señor Jesús Cristo hasta ser dado en dote al Conde Don Henrique..."
- Tercera Parte (António Brandao, 1632) - "que contiene la historia de Portugal desde el Conde Don Henrique, hasta todo el reinado del Rey Dom Afonso Henriques "
- Cuarta Parte (António Brandao, 1632) - "que contiene la historia de Portugal desde el tempo del Rey Don Sancho Primero, hasta todo el reinado del Rey D. Afonso III "
- Quinta Parte (Francisco Brandao, 1650) - "que contiene la historia de los primeros 23 años del Rey D. Dinis..."
- Sexta Parte (Francisco Brandao, 1672) - "que contiene la historia de los últimos 23 años del Rey D. Dinis..."
- Sétima Parte (Rafael de Jesús, 1683) - "contiene la vida del rey D. Afonso el Cuarto por excelência o Bravo"
- Octava Parte (Manuel dos Santos, 1729) - "que contiene la historia e sucesos memoráveis del reino de Portugal en tiempo de el rey D. Fernando, la elección del rey D. João I, con muchas noticias da Europa"

## Crítica
Ya antes de que se iniciara Monarchia Lusytana, André de Resende o Gaspar Barreiros, entre otros, criticaban el misticismo que acompañaba a lugares e historias.
Es una obra muy determinada por lo religioso, que adjudica a los hechos bíblicos carácter histórico. Presenta la línea de sucesión a partir de Noé, y considera que Tubal, su nieto, fue el primer poblador de España. Presenta luego una secuencia de «Reyes Legendarios». Se adecuaba al contexto político portugués en los tiempos de la dinastía Filipina (la obra está dedicada a Felipe I de Portugal), en favor de la unión de Portugal y España como una monarquía natural conjunta, que se remonta a épocas ancestrales.
Bernardo de Brito cita las publicaciones de Annio de Viterbo y Florián de Ocampo, que fueron muy contestadas en el período de la Ilustración. Para Alexandre Herculano la Historia de Portugal comienza con Afonso Henriques, y no antes como figuraba en Monarchia Lusytana. Sin embargo, para entender las referencias a antiguos reyes legendarios como Tubal, Ibero, Brigo, etc. citado con frecuencia en la literatura portuguesa anterior al siglo XIX, o para la descripción de otros eventos de la Antigüedad, Monarchia Lusytana es en sí misma objetiva y útil, ya que remite a obras de autores anteriores, buena parte de las cuales todavía se utilizan hoy como referencias históricas, como, por ejemplo,  Josefo, Plinio, Estrabón, Heródoto, etc.
Monarchia Lusytana sigue en cierta forma la Crónica General de España de Florián de Ocampo, autor que Bernardo de Brito cita frecuentemente, así como a Annio de Viterbo, quien fue duramente criticado como falsificador después de muerto. No obstante, Bernardo de Brito tiene cuidado de justificar sus afirmaciones, refiriéndose también a varios autores antiguos, a saber, Heródoto, Plinio, Estrabón, etc., y también a obras originales existentes en el Monasterio de Alcobaza, a saber, invocando a Laimundo de Ortega, autor hasta entonces desconocido. La discusión sobre la existencia de algunas de las obras citadas todavía se producía a principios del siglo XIX.
Pocos años después, durante el curso de las guerras liberales, el Monasterio de Alcobaza fue saqueado y sus bienes expoliados y vendidos. El monasterio fue abandonado por los monjes en 1833, incluso antes de la extinción de las órdenes en 1834. El motivo se debe a la profunda vinculación del monasterio con el rey absolutista Miguel I. En 1834 se vendió en subasta pública parte del Monasterio de Alcobaza, así como las tierras de los cotos que aún le pertenecían.
Entretanto, las Historias de Portugal y España, sin este tipo de mística, fueron importadas de autores extranjeros. Alexandre Herculano se centra en el período posterior a Afonso Henriques, rechazando la incertidumbre o la grandeza legendaria, reduciéndose a fuentes más modestas y publicando su História de Portugal en 1846-51. Lo mismo ocurrirá en España con Modesto Lafuente que iniciará la publicación de la Historia General de España unos años más tarde (entre 1850 y 1867). Desde esa altura, grandes obras históricas anteriores, como esta Monarchia Lusytana, caerían en el olvido, sin siquiera merecer el estatus de leyenda, como sucede en el caso inglés del Rey Arturo y la Tabla Redonda. Las repetidas relaciones que Gaspar Barreiros encontró en Portugal y España, sobre Hércules, fueron desapareciendo. Por otro lado, se considera que el mito de Hércules se construyó a partir de una ficción, para recuperar el pasado de Portugal.